# St. Antonius (Fintel)

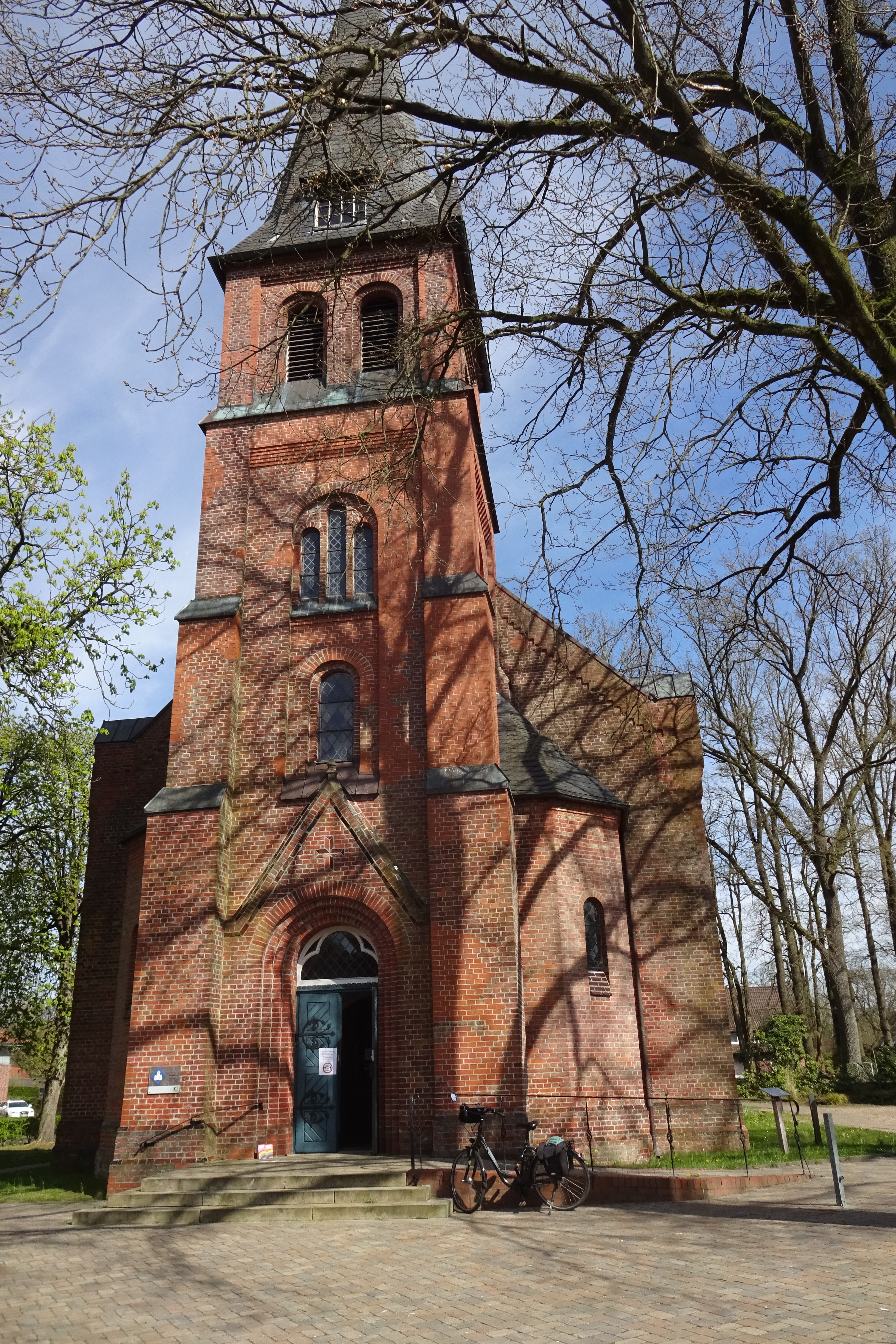
Fintel, St. Antonius

Die evangelisch-lutherische Kirche St. Antonius steht in Fintel, einer Gemeinde im Landkreis Rotenburg (Wümme) in Niedersachsen. Die Kirchengemeinde gehört zum Kirchenkreis Rotenburg (Wümme) im Sprengel Stade der Evangelisch-lutherischen Landeskirche Hannovers.

## Geschichte
Um 1400 wurde durch einen Verdener Bischof in Fintel eine dem Patrozinium des heiligen Antonius des Großen unterstellte Kapelle errichtet, die 1426 zum ersten Mal urkundlich erwähnt wurde. Dies stand im Gegensatz zu einem dem Antoniter-Orden gewährten päpstlichen Privileg, welches nur dem Orden das Recht auf den Bau von Antoniuskapellen zubilligte. 1443 kam es zu einer Vereinbarung durch Bischof Johannes III. von Asel und dem Antoniterkloster Grünberg über eine Verteilung der in Fintel gesammelten Almosen. Ende des 15. Jahrhunderts gründeten die Antoniter schließlich eine eigene Niederlassung mit Hospital im Ort, die unter Bischof Berthold II. von Landsberg (1470–1502) eine neue Klosterkirche errichtete. Im Zuge der Reformation wurde das Kloster 1527 aufgegeben und die Kirche vermutlich während des Dreißigjährigen Krieges zerstört. 1649 wurde eine Fachwerkkirche mit freistehendem Glockenstuhl, die sogenannte Strohdachkirche, neu errichtet. Anstelle dieser Fachwerkkirche wurde eine neuromanische Saalkirche 1882 bis 1884 nach einem Entwurf von Conrad Wilhelm Hase erbaut, die am 30. November 1884 eingeweiht wurde. Die Strohdachkirche wurde abgerissen.

## Beschreibung
Das Langhaus ist durch Strebepfeiler in fünf Abschnitte gegliedert, in denen sich Bogenfenster befinden. Der viergeschossige Kirchturm im Westen ist mit einem ins Achteck überführten, schiefergedeckten spitzen Helm mit Dachgauben bedeckt. An der östlichen Dachgaube hängt eine Schlagglocke, die aus der alten Kirche stammt. Hinter den Klangarkaden in seinem obersten Geschoss befindet sich der Glockenstuhl, in dem zwei Kirchenglocken hängen, die 1974 von der Glockengießerei Bachert hergestellt wurden. Die Turmuhr hat F. A. Beyes gebaut. Der eingezogene Chor hat einen dreiseitigen Abschluss. An ihn ist nach Süden die Sakristei angebaut. Der Innenraum des Langhauses hat dreiseitig umlaufende Emporen. Er ist mit einem hölzernen Tonnengewölbe überspannt. Im Chor ist ein Kreuzrippengewölbe. Die Bleiglasfenster im Chor zeigen die Evangelistensymbole der vier Evangelisten.
Zur Kirchenausstattung gehört ein dreiteiliger Flügelaltar, der aus unterschiedlichen Altären komponiert wurde. Die Kanzel stammt aus der Erbauungszeit der Kirche. Die erste Orgel wurde 1910 angeschafft. Sie wurde 1963 durch ein Werk von Kemper & Sohn ersetzt. Die heutige Orgel mit 16 Registern, zwei Manualen und einem Pedal wurde 2001 von Kristian Wegscheider gebaut.